# Premier League 2024–25
La Premier League 2024–25 va ser la 33a edició de la Premier League i la 126a temporada del futbol anglès. El Manchester City FC hi arribava com a campió de les últimes quatre edicions, però va ser destronat pel Liverpool FC, que es va proclamar campió de la Premier League per segona vegada, amb quatre jornades d'antelació, igualant així el rècord de 20 títols de lliga del Manchester United FC.
El calendari de la competició es va fer públic el 18 de juny de 2024, amb un total de 33 jornades en cap de setmana, quatre entre setmana i una durant festes. A partir d’aquesta temporada, es va eliminar la pausa hivernal de dues setmanes instaurada des del curs 2019-20, per tal d’allargar el període de vacances d’estiu dels jugadors. Durant el període nadalenc es van espaiar més els partits, i no se’n va programar cap la nit de Nadal.
Aquesta temporada va ser la primera en què es va fer servir la tecnologia semiautomàtica per assenyalar els fora de joc, després que tots els clubs de la Premier League n'aprovessin la implantació per unanimitat. Tot i que estava previst introduir-la després d'una de les aturades internacionals de tardor, la seva aplicació es va endarrerir per fer-hi proves addicionals. La tecnologia es va posar a prova a partir dels vuitens de final de la FA Cup, i posteriorment la Premier League va confirmar que s’utilitzaria oficialment a la jornada 32, el 12 d’abril de 2025. El primer estadi on es va aplicar va ser l'Etihad Stadium, durant el partit entre el Manchester City i el Crystal Palace.

## Equips
Vint equips van competir a la lliga: els disset primers classificats de la temporada anterior i tres equips ascendits després de la EFL Championship 2023–24. Els equips que van pujar van ser el Leicester City, l'Ipswich Town i el Southampton. El Leicester City i el Southampton tornaven a la màxima categoria després d’un any d’absència, mentre que l’Ipswich Town hi tornava després de vint-i-dos anys. Aquests tres equips van substituir el Luton Town, el Burnley i el Sheffield United, que van descendir després d’una sola temporada a la Premier League. Era la primera vegada des de la temporada 1997–98 que els tres equips ascendits descendien al cap d’un sol any.
| Equip                   | Localització               | Estadi                    | Capacitat |
| ----------------------- | -------------------------- | ------------------------- | --------- |
| Arsenal                 | Londres (Holloway)         | Emirates Stadium          | 60.704    |
| Aston Villa             | Birmingham                 | Villa Park                | 42.918    |
| Bournemouth             | Bournemouth                | Vitality Stadium          | 11.307    |
| Brentford               | Londres (Brentford)        | Gtech Community Stadium   | 17.250    |
| Brighton & Hove Albion  | Brighton and Hove (Falmer) | American Express Stadium  | 31.876    |
| Chelsea                 | Londres (Fulham)           | Stamford Bridge           | 40.173    |
| Crystal Palace          | Londres (Selhurst)         | Selhurst Park             | 25.194    |
| Everton                 | Liverpool (Walton)         | Goodison Park             | 39.414    |
| Fulham                  | Londres (Fulham)           | Craven Cottage            | 24.500    |
| Ipswich Town            | Ipswich                    | Portman Road              | 30.056    |
| Leicester City          | Leicester                  | King Power Stadium        | 32.259    |
| Liverpool               | Liverpool (Anfield)        | Anfield                   | 61.276    |
| Manchester City         | Manchester (Bradford)      | Etihad Stadium            | 52.900    |
| Manchester United       | Trafford (Old Trafford)    | Old Trafford              | 74.197    |
| Newcastle United        | Newcastle upon Tyne        | St James' Park            | 52.258    |
| Nottingham Forest       | West Bridgford             | City Ground               | 30.404    |
| Southampton             | Southampton                | St Mary's Stadium         | 32.384    |
| Tottenham Hotspur       | Londres (Tottenham)        | Tottenham Hotspur Stadium | 62.850    |
| West Ham United         | Londres (Stratford)        | London Stadium            | 62.500    |
| Wolverhampton Wanderers | Wolverhampton              | Molineux Stadium          | 31.750    |

### Canvis d'entrenador
| Equip                   | Entrenador sortint  | Motiu                     | Data de sortida  | Classificació | Entrenador substitut         | Data d'entrada   |
| ----------------------- | ------------------- | ------------------------- | ---------------- | ------------- | ---------------------------- | ---------------- |
| Brighton & Hove Albion  | Roberto De Zerbi    | Acord mutu                | 19 maig 2024     | Pretemporada  | Fabian Hürzeler              | 15 juny 2024     |
| Liverpool               | Jürgen Klopp        | Retirat                   | 19 maig 2024     | Pretemporada  | Arne Slot                    | 1 juny 2024      |
| West Ham United         | David Moyes         | Finalització de contracte | 19 maig 2024     | Pretemporada  | Julen Lopetegui              | 1 juliol 2024    |
| Chelsea                 | Mauricio Pochettino | Acord mutu                | 21 maig 2024     | Pretemporada  | Enzo Maresca                 | 3 juny 2024      |
| Leicester City          | Enzo Maresca        | Signat pel Chelsea        | 3 juny 2024      | Pretemporada  | Steve Cooper                 | 20 juny 2024     |
| Manchester United       | Erik ten Hag        | Destituït                 | 28 octubre 2024  | 14è           | Ruud van Nistelrooy (interí) | 28 octubre 2024  |
| Manchester United       | Ruud van Nistelrooy | Final del període interí  | 11 novembre 2024 | 13è           | Ruben Amorim                 | 11 novembre 2024 |
| Leicester City          | Steve Cooper        | Destituït                 | 24 novembre 2024 | 16è           | Ben Dawson (interí)          | 24 novembre 2024 |
| Leicester City          | Ben Dawson          | Final del període interí  | 1 desembre 2024  | 16è           | Ruud van Nistelrooy          | 1 desembre 2024  |
| Wolverhampton Wanderers | Gary O'Neil         | Destituït                 | 15 desembre 2024 | 19è           | Vítor Pereira                | 19 desembre 2024 |
| Southampton             | Russell Martin      | Destituït                 | 15 desembre 2024 | 20è           | Simon Rusk (interí)          | 15 desembre 2024 |
| Southampton             | Simon Rusk          | Final del període interí  | 22 desembre 2024 | 20è           | Ivan Jurić                   | 22 desembre 2024 |
| West Ham United         | Julen Lopetegui     | Destituït                 | 8 gener 2025     | 14è           | Graham Potter                | 9 gener 2025     |
| Everton                 | Sean Dyche          | Destituït                 | 9 gener 2025     | 16è           | Leighton Baines (interí)     | 9 gener 2025     |
| Everton                 | Leighton Baines     | Final del període interí  | 11 gener 2025    | 16è           | David Moyes                  | 11 gener 2025    |
| Southampton             | Ivan Jurić          | Acord mutu                | 7 abril 2025     | 20è           | Simon Rusk (interí)          | 7 abril 2025     |

## Classificació
| Pos | Equip                   | PJ | PG | PE | PP | GF | GC | DG  | Pts | Classificació o descens                                        |
| --- | ----------------------- | -- | -- | -- | -- | -- | -- | --- | --- | -------------------------------------------------------------- |
| 1   | Liverpool (C)           | 38 | 25 | 9  | 4  | 86 | 41 | +45 | 84  | Classificació per la Fase de lliga de la Lliga de Campions     |
| 2   | Arsenal                 | 38 | 20 | 14 | 4  | 69 | 34 | +35 | 74  | Classificació per la Fase de lliga de la Lliga de Campions     |
| 3   | Manchester City         | 38 | 21 | 8  | 9  | 72 | 44 | +28 | 71  | Classificació per la Fase de lliga de la Lliga de Campions     |
| 4   | Chelsea                 | 38 | 20 | 9  | 9  | 64 | 43 | +21 | 69  | Classificació per la Fase de lliga de la Lliga de Campions     |
| 5   | Newcastle United        | 38 | 20 | 6  | 12 | 68 | 47 | +21 | 66  | Classificació per la Fase de lliga de la Lliga de Campions     |
| 6   | Aston Villa             | 38 | 19 | 9  | 10 | 58 | 51 | +7  | 66  | Classificació per la Fase de lliga de la Lliga Europa          |
| 7   | Nottingham Forest       | 38 | 19 | 8  | 11 | 58 | 46 | +12 | 65  | Classificació per la Ronda de Play-off de la Lliga Conferència |
| 8   | Brighton & Hove Albion  | 38 | 16 | 13 | 9  | 66 | 59 | +7  | 61  |                                                                |
| 9   | Bournemouth             | 38 | 15 | 11 | 12 | 58 | 46 | +12 | 56  |                                                                |
| 10  | Brentford               | 38 | 16 | 8  | 14 | 66 | 57 | +9  | 56  |                                                                |
| 11  | Fulham                  | 38 | 15 | 9  | 14 | 54 | 54 | 0   | 54  |                                                                |
| 12  | Crystal Palace          | 38 | 13 | 14 | 11 | 51 | 51 | 0   | 53  | Classificació per la Fase de lliga de la Lliga Europa          |
| 13  | Everton                 | 38 | 11 | 15 | 12 | 42 | 44 | −2  | 48  |                                                                |
| 14  | West Ham United         | 38 | 11 | 10 | 17 | 46 | 62 | −16 | 43  |                                                                |
| 15  | Manchester United       | 38 | 11 | 9  | 18 | 44 | 54 | −10 | 42  |                                                                |
| 16  | Wolverhampton Wanderers | 38 | 12 | 6  | 20 | 54 | 69 | −15 | 42  |                                                                |
| 17  | Tottenham Hotspur       | 38 | 11 | 5  | 22 | 64 | 65 | −1  | 38  | Classificació per la Fase de lliga de la Lliga de Campions     |
| 18  | Leicester City (R)      | 38 | 6  | 7  | 25 | 33 | 80 | −47 | 25  | Descens a la Championship                                      |
| 19  | Ipswich Town (R)        | 38 | 4  | 10 | 24 | 36 | 82 | −46 | 22  | Descens a la Championship                                      |
| 20  | Southampton (R)         | 38 | 2  | 6  | 30 | 26 | 86 | −60 | 12  | Descens a la Championship                                      |

1. ↑  La Premier League va guanyar una plaça addicional a la Champions League degut a que Anglaterra va obtenir una de les dues places de rendiment europeu (EPS) atorgades a les dues associacions amb més punts en el coeficient UEFA la temporada 2024-25.
2. ↑  Atès que els guanyadors de la Copa de la Lliga 2024-25, el Newcastle United, es van classificar per a la Lliga de Campions, el lloc concedit als guanyadors de la Copa de la Lliga (ronda de play-off de la Conference League) va passar al setè classificat.
3. ↑  El Crystal Palace es va classificar per a la fase de lliga de la Lliga Europa com a guanyador de la FA Cup 2024–25.
4. ↑  El Tottenham Hotspur es va classificar per a la fase de lliga de la Lliga de Campions com a guanyador de la Lliga Europa de la UEFA 2024–25.

## Resultats
| Casa \ Fora             | ARS | AVL | BOU | BRE | BHA | CHE | CRY | EVE | FUL | IPS | LEI | LIV | MCI | MUN | NEW | NFO | SOU | TOT | WHU | WOL |
| ----------------------- | --- | --- | --- | --- | --- | --- | --- | --- | --- | --- | --- | --- | --- | --- | --- | --- | --- | --- | --- | --- |
| Arsenal                 | —   | 2–2 | 1–2 | 1–1 | 1–1 | 1–0 | 2–2 | 0–0 | 2–1 | 1–0 | 4–2 | 2–2 | 5–1 | 2–0 | 1–0 | 3–0 | 3–1 | 2–1 | 0–1 | 2–0 |
| Aston Villa             | 0–2 | —   | 1–1 | 3–1 | 2–2 | 2–1 | 2–2 | 3–2 | 1–0 | 1–1 | 2–1 | 2–2 | 2–1 | 0–0 | 4–1 | 2–1 | 1–0 | 2–0 | 1–1 | 3–1 |
| Bournemouth             | 2–0 | 0–1 | —   | 1–2 | 1–2 | 0–1 | 0–0 | 1–0 | 1–0 | 1–2 | 2–0 | 0–2 | 2–1 | 1–1 | 1–1 | 5–0 | 3–1 | 1–0 | 1–1 | 0–1 |
| Brentford               | 1–3 | 0–1 | 3–2 | —   | 4–2 | 0–0 | 2–1 | 1–1 | 2–3 | 4–3 | 4–1 | 0–2 | 2–2 | 4–3 | 4–2 | 0–2 | 3–1 | 0–2 | 1–1 | 5–3 |
| Brighton & Hove Albion  | 1–1 | 0–3 | 2–1 | 0–0 | —   | 3–0 | 1–3 | 0–1 | 2–1 | 0–0 | 2–2 | 3–2 | 2–1 | 2–1 | 1–1 | 2–2 | 1–1 | 3–2 | 3–2 | 2–2 |
| Chelsea                 | 1–1 | 3–0 | 2–2 | 2–1 | 4–2 | —   | 1–1 | 1–0 | 1–2 | 2–2 | 1–0 | 3–1 | 0–2 | 1–0 | 2–1 | 1–1 | 4–0 | 1–0 | 2–1 | 3–1 |
| Crystal Palace          | 1–5 | 4–1 | 0–0 | 1–2 | 2–1 | 1–1 | —   | 1–2 | 0–2 | 1–0 | 2–2 | 0–1 | 2–2 | 0–0 | 1–1 | 1–1 | 2–1 | 1–0 | 0–2 | 4–2 |
| Everton                 | 1–1 | 0–1 | 2–3 | 0–0 | 0–3 | 0–0 | 2–1 | —   | 1–1 | 2–2 | 4–0 | 2–2 | 0–2 | 2–2 | 0–0 | 0–2 | 2–0 | 3–2 | 1–1 | 4–0 |
| Fulham                  | 1–1 | 1–3 | 2–2 | 2–1 | 3–1 | 1–2 | 0–2 | 1–3 | —   | 2–2 | 2–1 | 3–2 | 0–2 | 0–1 | 3–1 | 2–1 | 0–0 | 2–0 | 1–1 | 1–4 |
| Ipswich Town            | 0–4 | 2–2 | 1–2 | 0–1 | 0–2 | 2–0 | 0–1 | 0–2 | 1–1 | —   | 1–1 | 0–2 | 0–6 | 1–1 | 0–4 | 2–4 | 1–2 | 1–4 | 1–3 | 1–2 |
| Leicester City          | 0–2 | 1–2 | 1–0 | 0–4 | 2–2 | 1–2 | 0–2 | 1–1 | 0–2 | 2–0 | —   | 0–1 | 0–2 | 0–3 | 0–3 | 1–3 | 2–0 | 1–1 | 3–1 | 0–3 |
| Liverpool               | 2–2 | 2–0 | 3–0 | 2–0 | 2–1 | 2–1 | 1–1 | 1–0 | 2–2 | 4–1 | 3–1 | —   | 2–0 | 2–2 | 2–0 | 0–1 | 3–1 | 5–1 | 2–1 | 2–1 |
| Manchester City         | 2–2 | 2–1 | 3–1 | 2–1 | 2–2 | 3–1 | 5–2 | 1–1 | 3–2 | 4–1 | 2–0 | 0–2 | —   | 1–2 | 4–0 | 3–0 | 1–0 | 0–4 | 4–1 | 1–0 |
| Manchester United       | 1–1 | 2–0 | 0–3 | 2–1 | 1–3 | 1–1 | 0–2 | 4–0 | 1–0 | 3–2 | 3–0 | 0–3 | 0–0 | —   | 0–2 | 2–3 | 3–1 | 0–3 | 0–2 | 0–1 |
| Newcastle United        | 1–0 | 3–0 | 1–4 | 2–1 | 0–1 | 2–0 | 5–0 | 0–1 | 1–2 | 3–0 | 4–0 | 3–3 | 1–1 | 4–1 | —   | 4–3 | 1–0 | 2–1 | 0–2 | 3–0 |
| Nottingham Forest       | 0–0 | 2–1 | 1–1 | 0–2 | 7–0 | 0–1 | 1–0 | 0–1 | 0–1 | 1–0 | 2–2 | 1–1 | 1–0 | 1–0 | 1–3 | —   | 3–2 | 1–0 | 3–0 | 1–1 |
| Southampton             | 1–2 | 0–3 | 1–3 | 0–5 | 0–4 | 1–5 | 1–1 | 1–0 | 1–2 | 1–1 | 2–3 | 2–3 | 0–0 | 0–3 | 1–3 | 0–1 | —   | 0–5 | 0–1 | 1–2 |
| Tottenham Hotspur       | 0–1 | 4–1 | 2–2 | 3–1 | 1–4 | 3–4 | 0–2 | 4–0 | 1–1 | 1–2 | 1–2 | 3–6 | 0–1 | 1–0 | 1–2 | 1–2 | 3–1 | —   | 4–1 | 2–2 |
| West Ham United         | 2–5 | 1–2 | 2–2 | 0–1 | 1–1 | 0–3 | 0–2 | 0–0 | 3–2 | 4–1 | 2–0 | 0–5 | 1–3 | 2–1 | 0–1 | 1–2 | 1–1 | 1–1 | —   | 2–1 |
| Wolverhampton Wanderers | 0–1 | 2–0 | 2–4 | 1–1 | 0–2 | 2–6 | 2–2 | 1–1 | 1–2 | 1–2 | 3–0 | 1–2 | 1–2 | 2–0 | 1–2 | 0–3 | 2–0 | 4–2 | 1–0 | —   |

## Estadístiques

### Golejadors

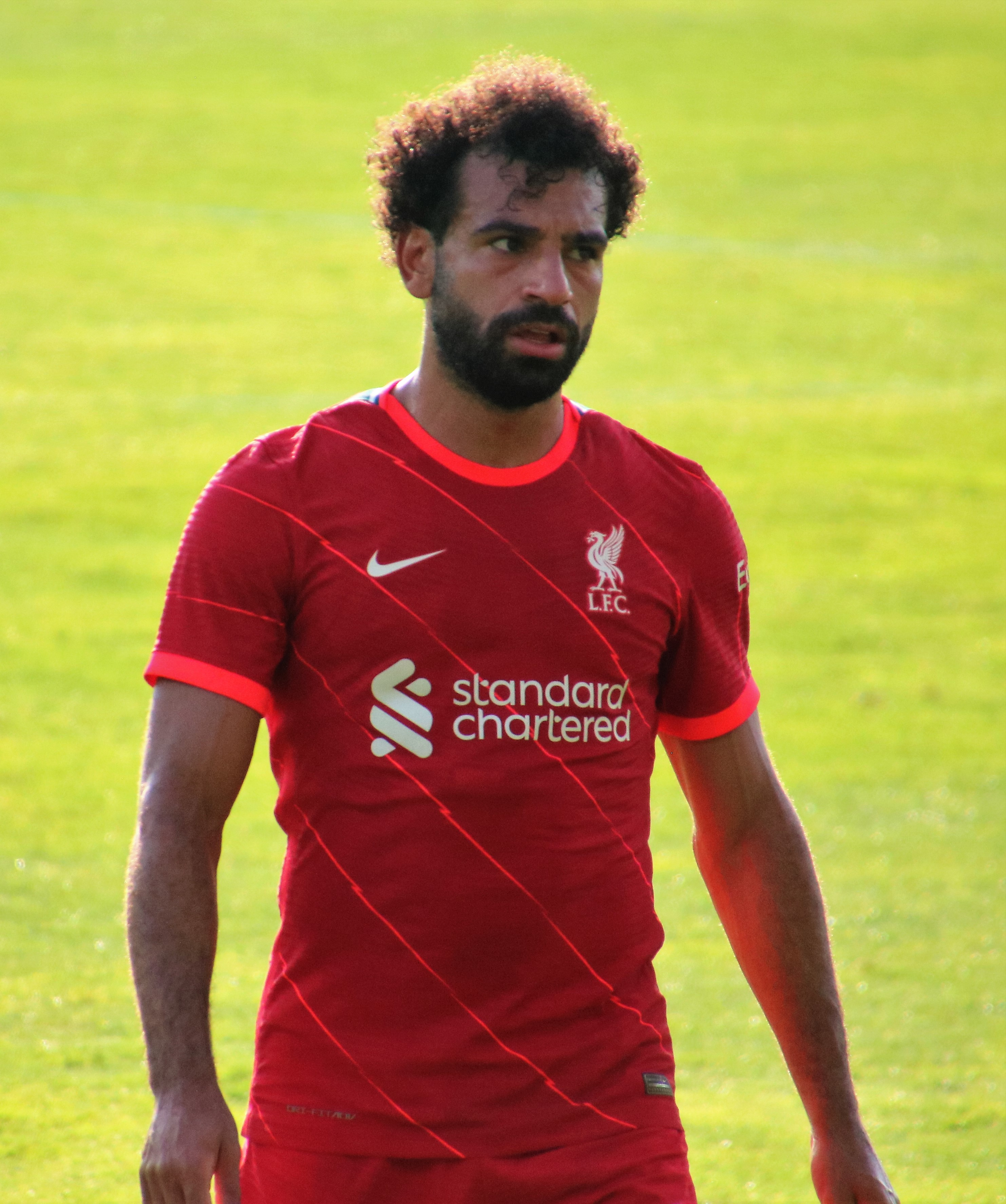
Mohamed Salah va guanyar la seva quarta Bota d'Or de la Premier League després de marcar 29 gols amb el Liverpool. També va guanyar el premi al Creador de Joc de la Temporada de la Premier League, després d'haver fet 18 assistències de gol.

| Jugador              | Club                    | Gols |
| -------------------- | ----------------------- | ---- |
| Mohamed Salah        | Liverpool               | 29   |
| Alexander Isak       | Newcastle United        | 23   |
| Erling Haaland       | Manchester City         | 22   |
| Bryan Mbeumo         | Brentford               | 20   |
| Chris Wood           | Nottingham Forest       | 20   |
| Yoane Wissa          | Brentford               | 19   |
| Ollie Watkins        | Aston Villa             | 16   |
| Matheus Cunha        | Wolverhampton Wanderers | 15   |
| Cole Palmer          | Chelsea                 | 15   |
| Jean-Philippe Mateta | Crystal Palace          | 14   |
| Jørgen Strand Larsen | Wolverhampton Wanderers | 14   |

#### Hat-tricks

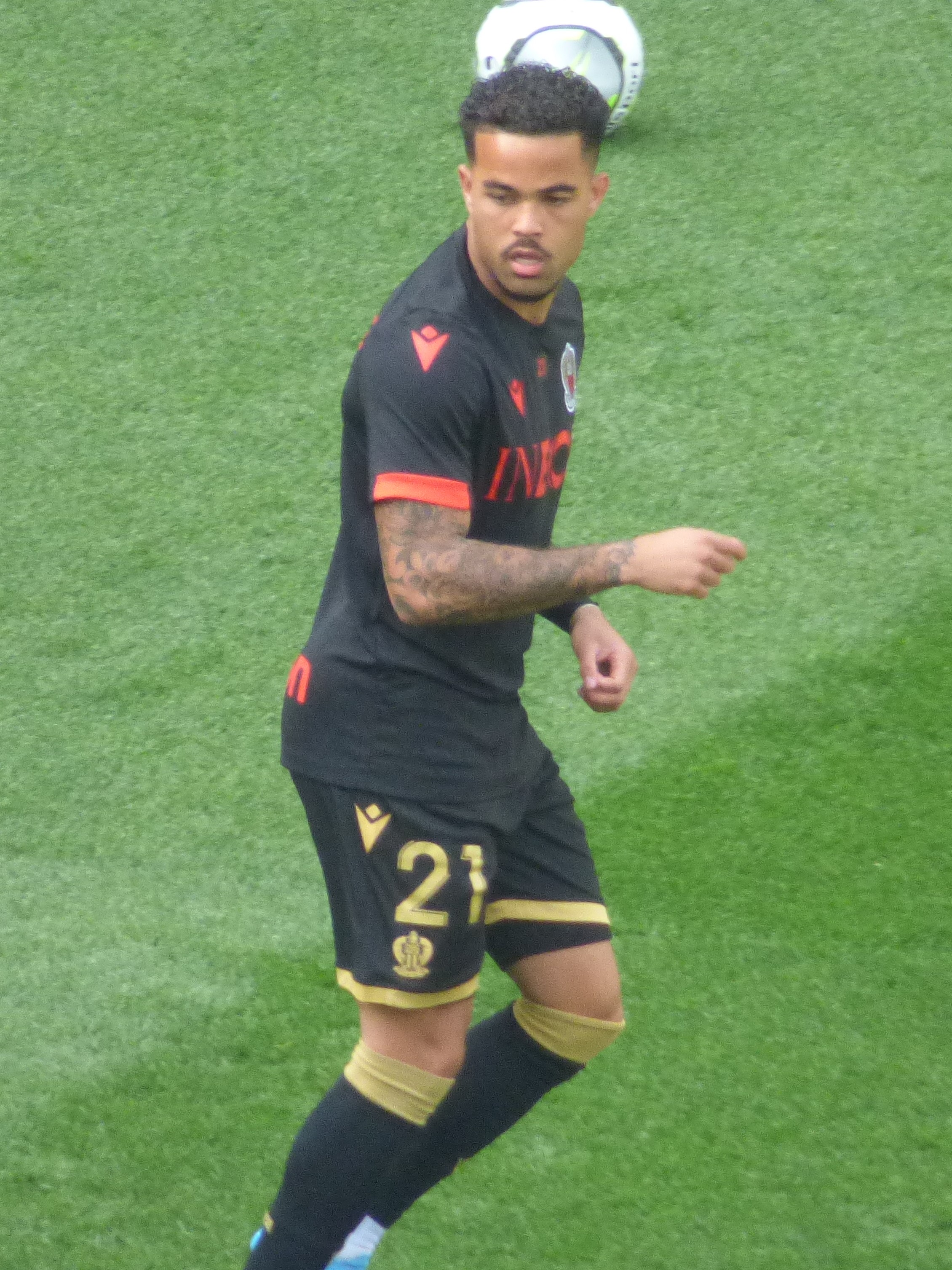
Justin Kluivert, del Bournemouth, es va convertir en el primer jugador a marcar un hat-trick de penals en un partit de la Premier League.

| Jugador         | Equip             | Rival                   | Resultat | Data             |
| --------------- | ----------------- | ----------------------- | -------- | ---------------- |
| Erling Haaland  | Manchester City   | Ipswich Town            | 4–1 (H)  | 24 agost 2024    |
| Noni Madueke    | Chelsea           | Wolverhampton Wanderers | 6–2 (A)  | 25 agost 2024    |
| Erling Haaland  | Manchester City   | West Ham United         | 3–1 (A)  | 31 agost 2024    |
| Cole Palmer4    | Chelsea           | Brighton & Hove Albion  | 4–2 (H)  | 28 setembre 2024 |
| Kevin Schade    | Brentford         | Leicester City          | 4–1 (H)  | 30 novembre 2024 |
| Justin Kluivert | Bournemouth       | Wolverhampton Wanderers | 4–2 (A)  | 30 novembre 2024 |
| Alexander Isak  | Newcastle United  | Ipswich Town            | 4–0 (A)  | 21 desembre 2024 |
| Amad Diallo     | Manchester United | Southampton             | 3–1 (H)  | 16 gener 2025    |
| Justin Kluivert | Bournemouth       | Newcastle United        | 4–1 (A)  | 18 gener 2025    |
| Dango Ouattara  | Bournemouth       | Nottingham Forest       | 5–0 (H)  | 25 gener 2025    |
| Chris Wood      | Nottingham Forest | Brighton & Hove Albion  | 7–0 (H)  | 1 febrer 2025    |
| Omar Marmoush   | Manchester City   | Newcastle United        | 4–0 (H)  | 15 febrer 2025   |

Nota: 4 – El jugador va marcar 4 gols

## Premis

### Premis mensuals
| Mes      | Entrenador del mes  | Entrenador del mes      | Jugador del mes     | Jugador del mes   | Gol del mes     | Gol del mes            | Aturada del mes   | Aturada del mes   | Referències                 |
| Mes      | Entrenador          | Club                    | Jugador             | Club              | Jugador         | Club                   | Jugador           | Club              | Referències                 |
| -------- | ------------------- | ----------------------- | ------------------- | ----------------- | --------------- | ---------------------- | ----------------- | ----------------- | --------------------------- |
| Agost    | Fabian Hürzeler     | Brighton & Hove Albion  | Erling Haaland      | Manchester City   | Cole Palmer     | Chelsea                | David Raya        | Arsenal           | [ 49 ] [ 50 ] [ 51 ] [ 52 ] |
| Setembre | Enzo Maresca        | Chelsea                 | Cole Palmer         | Chelsea           | Jhon Durán      | Aston Villa            | André Onana       | Manchester United | [ 53 ] [ 54 ] [ 55 ] [ 56 ] |
| Octubre  | Nuno Espírito Santo | Nottingham Forest       | Chris Wood          | Nottingham Forest | Nicolas Jackson | Chelsea                | Robert Sánchez    | Chelsea           | [ 57 ] [ 58 ] [ 59 ] [ 60 ] |
| Novembre | Arne Slot           | Liverpool               | Mohamed Salah       | Liverpool         | Harry Wilson    | Fulham                 | André Onana       | Manchester United | [ 61 ] [ 62 ] [ 63 ] [ 64 ] |
| Desembre | Nuno Espírito Santo | Nottingham Forest       | Alexander Isak      | Newcastle United  | Alexander Isak  | Newcastle United       | Emiliano Martínez | Aston Villa       | [ 65 ] [ 66 ] [ 67 ] [ 68 ] |
| Gener    | Andoni Iraola       | Bournemouth             | Justin Kluivert     | Bournemouth       | David Brooks    | Bournemouth            | Martin Dúbravka   | Newcastle United  | [ 69 ] [ 70 ] [ 71 ] [ 72 ] |
| Febrer   | David Moyes         | Everton                 | Mohamed Salah       | Liverpool         | Kaoru Mitoma    | Brighton & Hove Albion | Kepa Arrizabalaga | Bournemouth       | [ 73 ] [ 74 ] [ 75 ] [ 76 ] |
| Març     | Nuno Espírito Santo | Nottingham Forest       | Bruno Fernandes     | Manchester United | Jens Cajuste    | Ipswich Town           | David Raya        | Arsenal           | [ 77 ] [ 78 ] [ 79 ] [ 80 ] |
| Abril    | Vítor Pereira       | Wolverhampton Wanderers | Alexis Mac Allister | Liverpool         | Carlos Baleba   | Brighton & Hove Albion | Guglielmo Vicario | Tottenham Hotspur | [ 81 ] [ 82 ] [ 83 ] [ 84 ] |

### Premis anuals
| Premi                            | Guanyador        | Club      |
| -------------------------------- | ---------------- | --------- |
| Jugador de la temporada          | Mohamed Salah    | Liverpool |
| Jugador jove de la temporada     | Ryan Gravenberch | Liverpool |
| Premi FWA al futbolista de l'any | Mohamed Salah    | Liverpool |